# Eleonora del Palatinato-Neuburg
Eleonora Maddalena Teresa di Neuburg (Eleonore Magdalene Therese; Düsseldorf, 6 gennaio 1655 – Vienna, 19 gennaio 1720) è stata Imperatrice del Sacro Romano Impero come moglie di Leopoldo I d'Asburgo. In seguito al suo matrimonio divenne anche regina di Boemia ed Ungheria, regina di Germania e arciduchessa d'Austria. Funse da reggente ad interim nel 1711. Fu la nonna paterna dell'imperatrice Maria Teresa.

## Biografia
Eleonora era la primogenita del principe elettore Filippo Guglielmo del Palatinato, e della sua seconda moglie, Elisabetta Amalia d'Assia-Darmstadt. Da parte di suo padre i suoi nonni erano Volfango Guglielmo del Palatinato-Neuburg, e della sua prima moglie, Maddalena di Baviera. Da parte di madre, i suoi nonni erano Giorgio II d'Assia-Darmstadt e Sofia Eleonora di Sassonia.
Subito dopo la sua nascita, fu battezzata dall'abate dell'abbazia di Altenburg. Per celebrare la sua nascita, il cappellano di corte e poeta gesuita Jacob Balde compose un poema latino in esametri chiamato "Canto del genio Eleonore" (la: Eleonorae Geniale carmen), che tradusse in tedesco. Successivamente divenne il suo mentore spirituale fino alla sua morte. Ad agosto i suoi genitori si sono trasferiti, con tutta la famiglia, da Düsseldorf a Neuburg. L'11 settembre 1661 presso la Neuburg Hofkirche fu consacrata da Marquard II Schenk von Castell, principe vescovo di Eichstätt.
Eleonora è cresciuta in un ambiente pio e ha ricevuto un'eccellente educazione. Conosceva bene le finanze, la letteratura, la teologia e parlava correntemente latino, tedesco, francese e italiano. Amava le arti e la caccia, anche se la sua vera passione era leggere e tradurre testi religiosi in tedesco. Dal settembre 1672 visse al castello di Benrath, dove iniziò la sua formazione sotto la guida di una damigella d'onore.
Fin dalla prima infanzia mostrò un carattere pio e una fervida adesione al cattolicesimo. All'età di quattro anni, vide una scena della Crocifissione molto esplicita e scoppiò in lacrime in segno di devozione per Gesù. Da allora ha partecipato alle attività religiose e ha visitato i malati ogni giorno. Era attratta dal lato penitenziale del cattolicesimo: ad esempio, usava braccialetti con piccole punte all'interno così da infliggersi penitenze. 

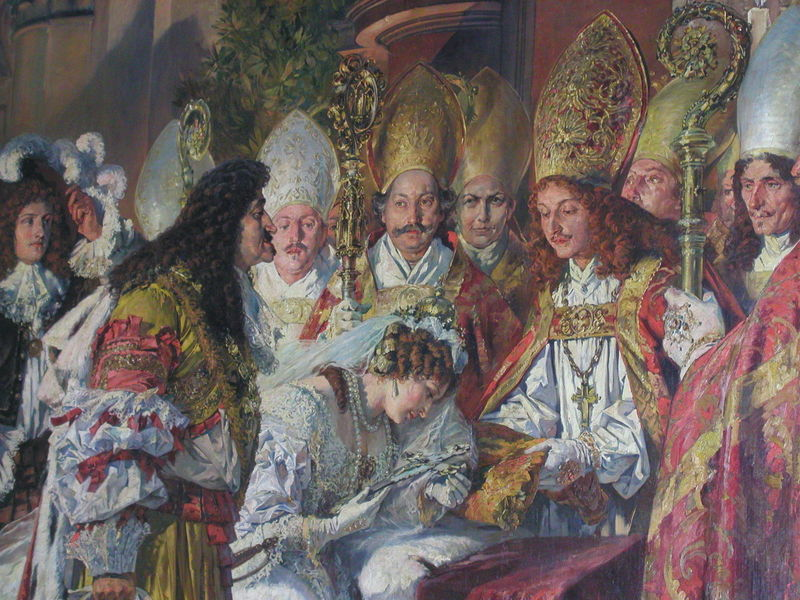
Dipinto raffigurante il matrimonio tra Leopoldo I ed Eleonora Maddalena.

## Matrimonio
Il 2 febbraio 1669 Eleonora entrò nella Confraternita dell'Addolorata della Croce. La protezione speciale che ha fornito ai monasteri delle Carmelitane Scalze a Düsseldorf e Neuburg rifletteva il suo desiderio di essere una suora carmelitana, ma i suoi genitori si rifiutarono di dare il loro consenso. Cinque monarchi hanno chiesto la sua mano e tutti sono stati rifiutati da lei. Uno dei suoi corteggiatori respinti fu il futuro re d'Inghilterra e Scozia Giacomo II d'Inghilterra, nel 1671.
Nell'aprile del 1676 Leopoldo I, imperatore del Sacro Romano Impero, perse la sua seconda moglie e iniziò quasi subito a cercarne un'altra, spinto dalla necessità di un erede maschio. Dai suoi precedenti matrimoni ebbe sei figli, ma tutti tranne la primogenita, l'arciduchessa Maria Antonia, morirono poco dopo la nascita. Questa volta, Eleonora fu scelta al posto della duchessa Maria Anna Vittoria di Baviera (in seguito Delfina di Francia), della principessa Ulrica Eleonora di Danimarca (in seguito regina consorte di Svezia) e da molte altre potenziali candidate. Gli oppositori del conte palatino di Neuburg alla corte imperiale diffusero voci secondo cui soffriva di cattive condizioni di salute ed era fisicamente poco attraente. Tuttavia, queste voci non fermarono l'Imperatore, che aveva bisogno di un erede e conosceva la presunta fertilità della sua famiglia. Inoltre, il conte palatino mostrò a Leopoldo I un ritratto di sua figlia, realizzato appositamente per questo scopo.
Le trattative matrimoniali iniziarono nell'aprile del 1676. A tal fine, un emissario inviato dal conte palatino arrivato a Vienna riuscì a ottenere l'appoggio dell'imperatrice vedova Eleonora Gonzaga, l'amata matrigna di Leopoldo I, e di un certo numero di importanti cortigiani, tra cui il cancelliere Johann Paul Freiherr von Hocher. Nell'agosto 1676, il medico personale dell'imperatore arrivò a Neuburg e visitò Eleonora. Tornato a Vienna il mese successivo, disse ufficiale che era sana, ma la morte di Anna de' Medici, madre della defunta seconda moglie, costrinse l'imperatore a sospendere le trattative. Leopoldo I prese la decisione finale sul matrimonio solo nella seconda metà di ottobre. Per Eleonora, la notizia che sarebbe diventata la nuova imperatrice non la rallegrava perché desiderava ancora farsi suora; ma alla fine non ebbe altra scelta che accettare la volontà dei suoi genitori.
Il 25 novembre 1676 ebbe luogo il fidanzamento ufficiale. Gli sposi erano cugini di secondo grado (essendo entrambi pronipoti di Guglielmo V, duca di Baviera), e quindi papa Innocenzo XI concesse una dispensa papale per consentire il matrimonio. La dote di Eleonora fu fissata in 100.000 fiorini. Il primo incontro tra Leopoldo I ed Eleonora avvenne due giorni prima delle nozze, dove i due si fecero una buona impressione.
Il matrimonio ebbe luogo a Passau il 14 dicembre 1676. Sebbene fosse un po' privato poiché gli ambasciatori stranieri non erano stati invitati, la cerimonia fu elaborata e le celebrazioni durarono diversi giorni. Come regalo di nozze dello sposo, la sposa ricevette il famoso diamante Wittelsbach-Graff. Il 7 gennaio 1677 la coppia imperiale arrivò a Vienna.
Eleonora, ben presto, dimostrato la sua fertilità rimanendo incinta del suo primo figlio in pochi mesi. In totale, ebbero dieci figli, di cui sei sono sopravvissuti fino all'età adulta:
- Giuseppe I d'Asburgo (26 luglio 1678-17 aprile 1711);
- Cristina (18 giugno 1679);
- Maria Elisabetta (13 dicembre 1680-26 agosto 1741), governatrice dei Paesi Bassi austriaci;
- Leopoldo Giuseppe (2 giugno 1682-3 agosto 1684);
- Maria Anna Giuseppa (7 settembre 1683-14 agosto 1754), sposò Giovanni V del Portogallo;
- Maria Teresa (22 agosto 1684-28 settembre 1696);
- Carlo VI d'Asburgo (1 ottobre 1685-20 ottobre 1740);
- Maria Giuseppa (6 marzo 1687-14 aprile 1703);
- Maria Maddalena Giuseppa (26 marzo 1689-1 maggio 1743);
- Maria Margherita (22 luglio 1690-22 aprile 1691).

Tuttavia, Eleonora ha dovuto affrontare grandi sfide nei primi anni come imperatrice. Durante il 1679 un'epidemia di peste costrinse la famiglia imperiale a lasciare Vienna, prima a Mariazell e poi a Praga, ma la malattia raggiunse infine quei luoghi. Inoltre, una rivolta dei contadini boemi costrinse l'imperatrice e i suoi figli a fuggire al castello di Linz. Tuttavia, non meno pericoloso dell'epidemia era la costante minaccia dell'Impero ottomano. Nel luglio 1683 la famiglia imperiale lasciò nuovamente Vienna e si trasferì a Passau a causa della minaccia dei turchi, che nel settembre dello stesso anno subirono una schiacciante sconfitta vicino a Vienna.
A causa di questi eventi, Eleonora non venne incoronata subito dopo il suo matrimonio. Il 9 dicembre 1681 e su richiesta dell'aristocrazia ungherese, fu incoronata regina d'Ungheria a Presburgo. Nel 1685 suo padre divenne Elettore Palatino. Il 19 gennaio 1690 fu incoronata imperatrice del Sacro Romano Impero nella cattedrale di Augusta. Al momento della sua incoronazione imperiale, era incinta del suo decimo e ultimo figlio. Accompagnò il marito nei suoi viaggi (ad esempio, alla Dieta di Augusta nel 1689) e si occupò personalmente dell'educazione dei suoi figli.

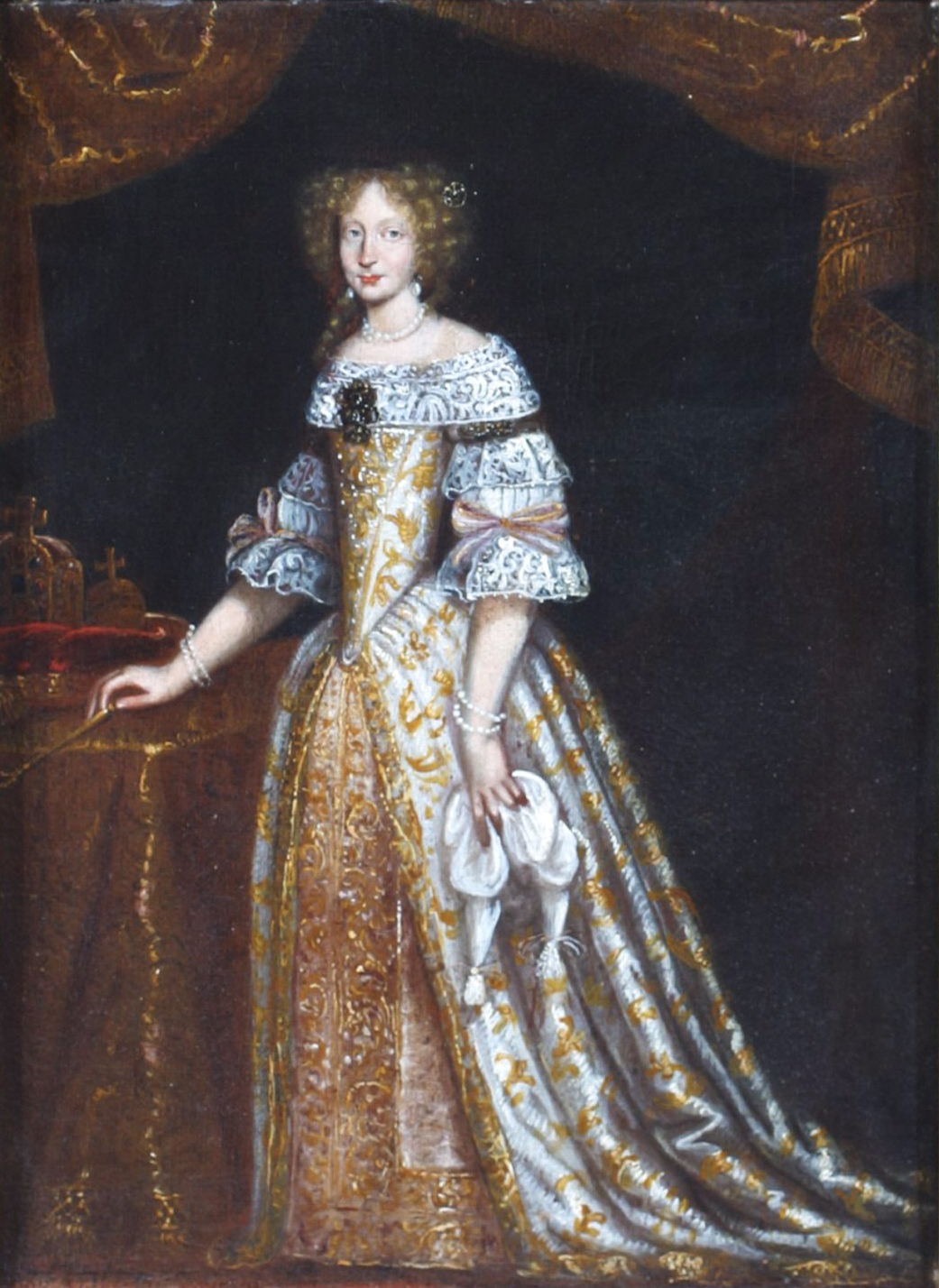
Eleonora Maddalena, Imperatrice del Sacro Romano Impero Germanico.

### Influenza politica
Eleonora era politicamente attiva e esercitava una notevole influenza su suo marito. È stato riferito che l'Imperatrice ha ricevuto e aperto importanti documenti politici mentre Leopoldo I era in attesa accanto a lei "come segretario".
Come imperatrice, Eleonora prese il controllo dell'economia della corte imperiale e riuscì a ridurne le spese attraverso un'organizzazione più efficace. Aveva sempre prestato grande attenzione alle questioni di beneficenza, ma il suo patrocinio verso i bisognosi aveva ancora dei limiti. Le entrate imperiali divennero abbastanza vaste non solo da ordinare la costruzione di ospedali, orfanotrofi e conventi carmelitani a Graz e Vienna, ma anche a sostenere numerose confraternite, chiese e monasteri.
Eleonora si dimostrò una sposa devota e fedele, curando il marito nella sua ultima malattia e assistendolo sino alla morte. Poiché l'imperatore si rifiutava di leggere in francese, ella si occupò di tradurgli i suoi documenti. Stabilì ampi legami attraverso il suo patrocinio e la concessione di favori: protesse la carriera del cancelliere Theodor Strattmann e raccomandò i gesuiti Bauer e Tönnemann come consiglieri dell'imperatore. Nel 1686 ripristinò l'Ordine della Croce stellata, istituito dalla matrigna. Il cappuccino Marco d'Aviano fu suo confessore e consigliere.
La stretta relazione tra la famiglia Wittelsbach-Neuburg a Düsseldorf e gli Asburgo a Vienna venne ulteriormente rafforzata non solo dal matrimonio del fratello di Eleonora, l'elettore Giovanni Guglielmo del Palatinato con la sorellastra dell'imperatore Leopoldo Maria Anna, ma anche dal fatto che due cancellieri di Corte Austriaci provenissero dal Palatinato-Neuburg. Inoltre, in assenza di membri della propria famiglia, Leopoldo decise di utilizzare i fratelli e le sorelle della moglie. Cosicché, i fratelli minori dell'Imperatrice fecero una brillante carriera nella Chiesa imperiale, mentre le sue sorelle fecero prestigiosi matrimoni regali. Infine, nel 1685 la Corte di Vienna sostenne il Palatinato-Neuburg nella sua successione all'elettorato palatino. Organizzò i matrimoni dei i suoi figli, ma detestava profondamente la vita privata del figlio maggiore Giuseppe, rimproverandolo per le sue infedeltà.
Si è visto che l'imperatrice Eleonora svolgeva bene i suoi doveri secondo la rigorosa cerimoniale di corte spagnola usata a Vienna. La sua corte fu influenzata dalle sue forti opinioni religiose: rigorosa, semplice e simili a un convento. Era rigorosamente rispettato tutte le feste e le prescrizioni religiose e molti cortigiani dicevano che era "un'atmosfera che ricordava un periodo di lutto eterno", cosa che veniva in qualche modo ridicolizzata perché esagerata.
Eleonora partecipò attivamente alle partite di tiro e alle battute di caccia, nonché agli obblighi religiosi legati alla pietas austriaca. Dal 1688 dedicò molto tempo al culto mariano, al quale fu introdotta da Abraham a Sancta Clara e al quale presentò le sue due nuore. Era un membro attivo della Gesellenschaft det Sklavinnen oder Leibeign Mariens, un ordine laico devoto alla Vergine Maria, che prescriveva l'osservanza religiosa quotidiana e la carità religiosa. Nel 1688 ricevette lo Sternkreuzorden. Durante un pellegrinaggio congiunto, la coppia imperiale ha fatto visita al Santuario di Nostra Signora di Altötting. Un'altra immagine miracolosa della Vergine Maria di Pötsch (hu: Máriapócs), conosciuta come la "Madonna piangente", fu da loro consegnata e collocata nella Cattedrale di Santo Stefano, a Vienna. Il 9 maggio 1684 l'Imperatrice ricevette la Rosa d'Oro da papa Innocenzo XI. Anche se era solita accontentare il marito, accompagnandolo all'opera, di cui Leopoldo era entusiasta, era solita portarsi dietro un libro di preghiere, non avendo tempo per frivolezze. Quando il suo confessore volle vantare le virtù dell'Imperatrice in un suo saggio, ella non esitò a far gettare il testo nel fuoco. Lei stessa scrisse un libro devozionale, facendolo pubblicare.

## Imperatrice madre
L'imperatore Leopoldo I morì nel 1705 e gli successe il figlio maggiore, Giuseppe I. Dopo la morte del marito, Eleonora era nota per essersi vestita a lutto per il resto della sua vita. Durante il regno di Giuseppe I, si sforzò di mantenere la sua influenza politica sfidando sua nuora, Guglielmina Amalia di Brunswick-Lüneburg, con la quale ebbe un rapporto difficile. Una delle poche cose che le due donne concordarono fu la loro grande disapprovazione per l'amante ufficiale di Joseph, Marianne Pálffy, ma entrambe non furono in grado di fermarla. Dopo aver organizzato il matrimonio di suo figlio Carlo, Eleanora supervisionò l'educazione cattolica della sua sposa convertita, Elisabetta Cristina di Brunswick-Wolfenbüttel, portandola in pellegrinaggio a Mariazell nel 1706 prima del matrimonio nel 1707.

### Reggenza
Nel 1711 morì l'imperatore Giuseppe I e gli successe come sovrano delle terre asburgiche il fratello minore Carlo, a quel tempo si trovava in Spagna. Eleonora fu investita come reggente ad interim delle terre asburgiche dalla conferenza privata mentre Carlo viaggiò da Barcellona a Vienna. In quanto tale, è stata sostenuta dalle sue figlie. Nonostante la capacità politica di sua madre, Carlo non aveva fiducia nel suo governo a causa della sua instabilità emotiva e ordinò al suo confidente cancelliere, il conte John Wenceslau Wratislaw von Mitrowitz di riferirgli del suo governo, che lo metteva in conflitto con Eleonora. Gli unici atti ostili conosciuti compiuti dall'imperatrice reggente furono la confisca dei doni che Giuseppe I aveva fatto a Marianne Pálffy, l'ordine nei confronti dell'amante del suo defunto figlio di sposarsi se non desiderava essere espulsa definitivamente dalla corte e il licenziamento del Feldmaresciallo Johann Graf Pálffy von Erdöd, fratello dell'ex amante, che a quel punto stava negoziando la pace con l'Ungheria dopo la ribellione di Francesco II Rákóczi. I suoi collaboratori, tuttavia, convinsero Eleonora a ripristinarlo nei suoi incarichi.
Nonostante queste azioni, la reggenza di Eleonora ebbe un notevole successo. Dopo che i negoziati furono completati, firmò il Trattato di Szatmár, che riconosceva il dominio della Casa d'Asburgo nel Regno d'Ungheria. Si congratulò con il diplomatico di successo Alexander Károlyi nominandolo generale. C'era il timore tra i ministri che avrebbe usato la sua posizione per difendere i diritti di suo fratello, l'Elettore Palatino, sull'Alto Palatinato. Nonostante questi timori, l'imperatrice reggente presiedette il congresso per determinare la successione di un nuovo imperatore e favorì l'elezione del figlio Carlo a imperatore.

### Regno di Carlo VI
Durante il regno di Carlo VI, Eleonora e sua nuora Guglielmina Amalia si impegnarono nella successione per conto delle figlie di Giuseppe I. Attraverso il segreto Mutuo Patto di Successione (Pactum Mutuae Successionis) del 1703, firmato sia da Giuseppe che da Carlo con la conoscenza e il consenso del padre, fu stabilito che se entrambi i fratelli fossero morti senza sopravvivere a discendenza maschile, le figlie del fratello maggiore avrebbero precedenza assoluta sulle figlie del fratello minore. Nel caso in cui entrambi i fratelli morissero senza discendenza sopravvissuta, le loro sorelle sopravvissute sarebbero diventate le ereditiere. Questo patto segreto era noto solo a Leopoldo I, ai suoi figli e al conte Johann Friedrich von Seilern und Aspang. Né Eleonora né le sue nuore sapevano con certezza dell'esistenza del documento, ma ne avevano sentito parlare, ma entrambe furono molto attive nello stabilire la verità e fare pressioni su Carlo affinché stabilisse un ordine di successione pubblico, che sarebbe stato necessario per il protocollo di corte. Nel 1712, Guglielmina Amalia riuscì a convincere il conte Seilern a darle il documento, che inviò al capo della sua famiglia Giorgio Luigi, che inviò a Gottfried Wilhelm Leibniz, per aiutarla a negoziare con Carlo VI i diritti delle sue figlie. Quando Carlo VI presentò la versione originale del Pactum Mutuae Successionis il 21 aprile 1713 Guglielmina Amalia aveva trionfato nel fargli riconoscere l'ordine di successione segreto del 1703. Fu a una cena con Eleonora, alla presenza delle numerose arciduchesse, che Seilern le informò di ciò. Tuttavia, il successo di Guglielmina Amalia fu di breve durata: solo pochi giorni prima, il 19 aprile, Carlo VI aveva già annunciato la volontà di modificare il Patto per dare alle proprie future figlie la precedenza sulle nipoti in seduta segreta del consiglio.
Nel 1719 Carlo VI fu costretto diplomaticamente ad arrestare la zia materna e cugina di primo grado, Edvige Elisabetta e Maria Clementina Sobieska, per fermare il matrimonio tra quest'ultima e il pretendente giacobita Giacomo Francesco Edoardo Stuart a Roma. Tuttavia, l'Imperatrice Madre riuscì a ritardare per un po' di tempo la trasmissione del mandato durante il loro viaggio attraverso le terre austriache prima che i suoi parenti venissero arrestati a Innsbrück. Eleonora ha continuato a usare i suoi contatti per impedire a Carlo di sposare Maria Clementina con qualcun altro, come il duca di Modena, e alla fine ha assistito alla fuga di sua nipote dall'Austria all'Italia.

## Morte
Durante i suoi ultimi anni, Eleonora ha vissuto come suora. Nel suo testamento ordinò ai suoi servi, che avevano assistito alla sua vita ascetica, di non dirlo mai a nessuno. Il 1 gennaio 1720, in preparazione al sacramento della confessione, l'imperatrice subì un ictus, che la portò alla paralisi della parte destra del corpo. Ricevette l'Unzione degli infermi e ha impartito la sua benedizione materna ai figli e ai nipoti, che si sono riuniti sul letto di morte. Durante i suoi ultimi giorni, Eleonora è stata costantemente assistita dalle sue due nuore.
Eleonora Maddalena morì il 19 gennaio 1720, all'età di 65 anni. Quattro mesi dopo, il 24 maggio, fu sepolta nella Cripta Imperiale di Vienna. In suo ricordo fu edificata presso la corte imperiale una chiesa provvisoria in legno, denominata "castello del dolore" (la: Castrum dolorum). Secondo la sua ultima volontà, i suoi resti furono deposti in una normale bara di legno, che fu posta ai piedi della tomba di Leopoldo I. Il suo cuore fu messo in un'urna e collocato nell'Herzgruft presso la chiesa degli Agostiniani. Nell'anno della sua morte furono pubblicati sei epitaffi, tra cui il poeta Johann Christian Günther (che l'ha descritta come un esempio di virtù e fede). L'attuale bara barocca in piombo che contiene le spoglie di Eleonora era opera di Balthasar Ferdinand Moll e fu realizzata nell'agosto del 1755 su ordine della nipote, l'imperatrice Maria Teresa, perché la vecchia bara di legno si era notevolmente deteriorata.

## Ascendenza
|                                           |                           |                                   | Genitori                            |  |  | Nonni |  |  | Bisnonni                             |  |  | Trisnonni                           |  |
|                                           |                           |                                   |                                     |  |  |       |  |  | Filippo Luigi del Palatinato-Neuburg |  |  | Volfango del Palatinato-Zweibrücken |  |
|                                           |                           |                                   |                                     |  |  |       |  |  | Filippo Luigi del Palatinato-Neuburg |  |  | Volfango del Palatinato-Zweibrücken |  |
|                                           |                           | Anna d'Assia                      |                                     |  |  |       |  |  | Filippo Luigi del Palatinato-Neuburg |  |  |                                     |  |
| Volfango Guglielmo del Palatinato-Neuburg |                           |                                   |                                     |  |  |       |  |  | Filippo Luigi del Palatinato-Neuburg |  |  |                                     |  |
|                                           |                           | Anna di Jülich-Kleve-Berg         | Guglielmo di Jülich-Kleve-Berg      |  |  |       |  |  |                                      |  |  |                                     |  |
|                                           |                           | Anna di Jülich-Kleve-Berg         | Guglielmo di Jülich-Kleve-Berg      |  |  |       |  |  |                                      |  |  |                                     |  |
|                                           |                           | Anna di Jülich-Kleve-Berg         | Maria d'Austria                     |  |  |       |  |  |                                      |  |  |                                     |  |
| Filippo Guglielmo del Palatinato          |                           | Anna di Jülich-Kleve-Berg         |                                     |  |  |       |  |  |                                      |  |  |                                     |  |
|                                           |                           | Guglielmo V di Baviera            | Alberto V di Baviera                |  |  |       |  |  |                                      |  |  |                                     |  |
|                                           |                           | Guglielmo V di Baviera            | Alberto V di Baviera                |  |  |       |  |  |                                      |  |  |                                     |  |
|                                           |                           | Guglielmo V di Baviera            | Anna d'Austria                      |  |  |       |  |  |                                      |  |  |                                     |  |
| Maddalena di Baviera                      |                           | Guglielmo V di Baviera            |                                     |  |  |       |  |  |                                      |  |  |                                     |  |
|                                           |                           | Renata di Lorena                  | Francesco I di Lorena               |  |  |       |  |  |                                      |  |  |                                     |  |
|                                           |                           | Renata di Lorena                  | Francesco I di Lorena               |  |  |       |  |  |                                      |  |  |                                     |  |
|                                           |                           | Renata di Lorena                  | Cristina di Danimarca               |  |  |       |  |  |                                      |  |  |                                     |  |
| Eleonora del Palatinato-Neuburg           |                           | Renata di Lorena                  |                                     |  |  |       |  |  |                                      |  |  |                                     |  |
|                                           | Luigi V d'Assia-Darmstadt | Giorgio I d'Assia-Darmstadt       |                                     |  |  |       |  |  |                                      |  |  |                                     |  |
|                                           | Luigi V d'Assia-Darmstadt | Giorgio I d'Assia-Darmstadt       |                                     |  |  |       |  |  |                                      |  |  |                                     |  |
|                                           | Luigi V d'Assia-Darmstadt | Maddalena di Lippe                |                                     |  |  |       |  |  |                                      |  |  |                                     |  |
| Giorgio II d'Assia-Darmstadt              | Luigi V d'Assia-Darmstadt |                                   |                                     |  |  |       |  |  |                                      |  |  |                                     |  |
|                                           |                           | Maddalena di Brandeburgo          | Giovanni Giorgio di Brandeburgo     |  |  |       |  |  |                                      |  |  |                                     |  |
|                                           |                           | Maddalena di Brandeburgo          | Giovanni Giorgio di Brandeburgo     |  |  |       |  |  |                                      |  |  |                                     |  |
|                                           |                           | Maddalena di Brandeburgo          | Elisabetta di Anhalt-Zerbst         |  |  |       |  |  |                                      |  |  |                                     |  |
| Elisabetta Amalia d'Assia-Darmstadt       |                           | Maddalena di Brandeburgo          |                                     |  |  |       |  |  |                                      |  |  |                                     |  |
|                                           |                           | Giovanni Giorgio I di Sassonia    | Cristiano I di Sassonia             |  |  |       |  |  |                                      |  |  |                                     |  |
|                                           |                           | Giovanni Giorgio I di Sassonia    | Cristiano I di Sassonia             |  |  |       |  |  |                                      |  |  |                                     |  |
|                                           |                           | Giovanni Giorgio I di Sassonia    | Sofia di Brandeburgo                |  |  |       |  |  |                                      |  |  |                                     |  |
| Sofia Eleonora di Sassonia                |                           | Giovanni Giorgio I di Sassonia    |                                     |  |  |       |  |  |                                      |  |  |                                     |  |
|                                           |                           | Maddalena Sibilla di Hohenzollern | Alberto Federico di Prussia         |  |  |       |  |  |                                      |  |  |                                     |  |
|                                           |                           | Maddalena Sibilla di Hohenzollern | Alberto Federico di Prussia         |  |  |       |  |  |                                      |  |  |                                     |  |
|                                           |                           | Maddalena Sibilla di Hohenzollern | Maria Eleonora di Jülich-Kleve-Berg |  |  |       |  |  |                                      |  |  |                                     |  |
|                                           |                           | Maddalena Sibilla di Hohenzollern |                                     |  |  |       |  |  |                                      |  |  |                                     |  |